# Hora Svatého Václava
Hora Svatého Václava – wieś w Czechach w kraju pilzneńskim.
Gmina zajmuje powierzchnię 7,65 km², a w 2006 roku liczyła 63 mieszkańców. Wieś leży 17 km na północny zachód od miasta Domažlice, 53 km na południowy zachód od Pilzna i 137 km na południowy zachód od Pragi.

## Historia
Pierwsze pisemne wzmianki o wsi pochodzą z roku 1239.

## Zabytki
- Kościół św. Wacława

## Ewidencyjne części wsi
- Hora Svatého Václava
- Načetín
- Šidlákov